# Třída Squalo
Třída Squalo byla třída středních ponorek italského královského námořnictva. Celkem byly postaveny čtyři jednotky této třídy. Ve službě v italském námořnictvu byly v letech 1930–1948. Účastnily se bojů druhé světové války. Ve válce byly tři ztraceny.

## Stavba
Ponorky konstrukčně vycházely z předcházející třídy Bandiera. Celkem byly postaveny čtyři ponorky této třídy. Postavila je italská loděnice Cantieri Riuniti dell'Adriatico (CRDA) v Monfalcone. Do služby byly přijaty v letech 1930–1931.
Jednotky třídy Squalo:
| Jméno    | Založení kýlu | Spuštěna        | Vstup do služby | Poznámky |
| -------- | ------------- | --------------- | --------------- | --- |
| Delfino  | 1928          | 27. dubna 1930  | červen 1931     | Dne 23. března 1943 se poblíž Tarentu potopila po kolizi. |
| Narvalo  | 1928          | 15. března 1930 | prosinec 1930   | Dne 14. ledna 1943 poblíž Tripolisu donucena k vynoření britským torpédoborcem HMS Pakeham a eskortním torpédoborcem HMS Hursley. Následně potopena vlastní posádkou. |
| Squalo   | 1928          | 15. ledna 1930  | říjen 1930      | Vyřazena 1948. |
| Tricheco | 1928          | 11. září 1930   | červen 1931     | Dne 18. března 1942 poblíž Brindisi potopena britskou ponorkou HMS Upholder.                                                                                          |

## Konstrukce
Nesly čtyři příďové a čtyři záďové 533mm torpédomety se zásobou 12 torpéd. Dále nesly jeden 102mm kanón a dva 13,2mm kulomety. Pohonný systém tvořily dva diesely Fiat o výkonu 3000 bhp a dva elektromotory CRDA o výkonu 1300 bhp, pohánějící dva lodní šrouby. Nejvyšší rychlost dosahovala 15 uzlů na hladině a 8 uzlů pod hladinou. Dosah byl 5650 námořních mil při rychlosti 8 uzlů na hladině a 100 námořních mil při rychlosti 3 uzly pod hladinou. Operační hloubka ponoru dosahovala 90 metrů.

### Modifikace
Kvůli nedostatečné stabilitě byly na boky dodatečně přidány výdutě. Squalo a pravděpodobně i její sesterské lodě za války dostaly menší velitelkou věž.